# 눙다난루역
눙다난루역(중국어: 农大南路站, 계획 및 건설 당시 샤오자허역(중국어: 肖家河站)으로 불림)은 중국 베이징시 하이뎬구 마롄와 가도 위안밍위안 서로·텐슈로 - 농대 남로 교차로에 위치한 베이징 지하철 16호선의 지하철역으로, 2014년 착공하여 원래는 16호선 시위안 외 9개 역을 대상으로 2016년 말 개통할 예정이었으나 출입구 공사 진행 등의 요인으로 개통이 지연되었다. 열차는 2017년 12월 30일에 개통할 때까지 이 역을 무정차 통과했다.

## 역 구조

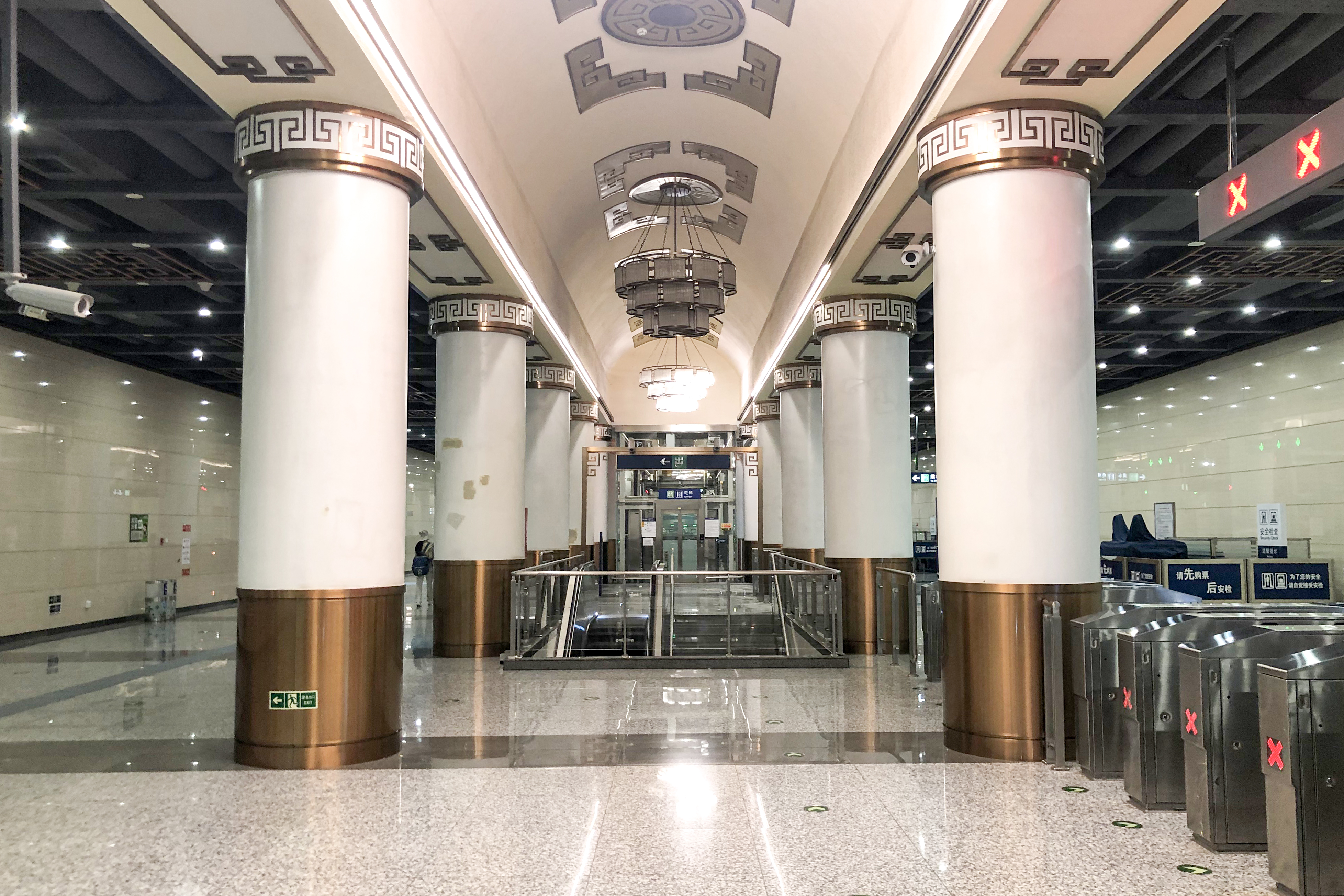
대합실

이 역의 총 길이는 269.0m, 역 바닥 폭은 19.7m, 유효 승강장 폭은 12.0m로 지하 2층, 2열, 3경간의 역사이다.

### 층별 구조
| 지면층             | 출입구                          | A—D출입구                          |
| 지하 1층 대합실 층 | 대합실                          | 보안 검색대, 티켓 발매기, 고객센터 |
| 지하 2층 승강장    | ←                               | ■ 16호선 베이안허 방면 (마롄와)    |
| 지하 2층 승강장    | 섬식 승강장, 왼쪽 출입문이 열림 |                                    |
| 지하 2층 승강장    | →                               | ■ 16호선 완핑청 방면 (시위안)      |

### 승강장
이 역은 위안밍위안 서로(圆明园西路) 아래에 섬식 승강장이 있고, 승강장 전체에는 스크린도어가 설치되어 있다.

승강장 전경 (2018년 1월 촬영)

## 출입구
이 역에는 4개의 출입구가 있다. A출입구(북서쪽)와 B출입구(북동쪽)는 중국농업대학 서부 캠퍼스 남서쪽의 위안밍위안 서로의 양쪽에 위치한다. C출입구(남동쪽)는 남동쪽에 있다. 농대 남로와 위안밍위안 서로의 교차점 코너, D(남서쪽) 입구는 위안밍위안 서로와 톈슈로 교차점의 남서쪽 모퉁이에 있다.
|                         |                             | |      |             |
| 출구                    | 지시                        | 출구 인근 | 사진 | 무장애 시설 |
| 出口 · A                | 위안밍위안 서로(圆明园西路) | 위안밍위안 서로(圆明园西路) 서측, 중국농업대학 부속 중학교(中国农业大学附属中学), 베이징농업대학 부속 초등학교(北京农业大学附属小学)                       |      | 빈칸        |
| 出口 · B                | 위안밍위안 서로(圆明园西路) | 위안밍위안 서로(圆明园西路) 동측, 중국농업대학 서부 캠퍼스(中国农业大学 西校区)                                                                            |      | 빈칸        |
| 出口 · C                | 농대 남로(农大南路)         | 농대 남로(农大南路) 남측, 중국농업과학원 식물보호연구소(中国农业科学院植物保护研究所), 베이징대학 부속 초등학교 샤오자허 분교(北京大学附属小学 肖家河分校) |      | 빈칸        |
| 出口 · D                | 위안밍위안 서로(圆明园西路) | 위안밍위안 서로(圆明园西路) 서측, 베이징 건설대학(北京建设大学), 중관춘 제1초등학교(中关村第一小学)                                                        |      |             |
| 아이콘 설명: 엘리베이터 |                             | |      |             |

## 역사
2011년 제3철도조사설계연구소가 발표한 하이뎬산허우선(海淀山后线)의 첫 번째 환경 영향 평가 발표에 따르면 산허우선은 농다 남로에 눙다난루역이 건설될 것이라고 밝혔다.2013年12月10日，本站工程名定为肖家河站 2013년 12월 10일에 이 역의 역명은 "샤오허춘역(肖家河站)"이었다.
초기 계획 당시 이 역에는 톈슈 교차로 남쪽에만 출입구가 있었다. 2014년 중국농업대학 등의 요청에 따라 베이징시계획위원회, 교통위원회 등 부서가 전체 부지를 북쪽으로 이전했다. 2016년 9월, 본 역의 역명을 눙다난루역으로 확정하였다.
이 역은 출입구 공사 진행 등의 요인으로 인해 16호선 북부 구간과 동시에 개통되지 않았으며, 2017년 12월 30일까지 정식 개통되었다. 본 역 A, D입구의 에스컬레이터는 2022년 3월 30일에 사용 개시했다.